# Loi portant modification aux lois organiques sur l'organisation du Sénat et les élections de sénateurs
Lire en ligne

Wikisource

La loi du 10 décembre 1884 portant modification aux lois organiques sur l'organisation du Sénat et les élections de sénateurs est une loi de la Troisième République française votée le 10 décembre 1884, qui amende profondément à la fois la loi organique du 2 août 1875 et surtout l'une des lois constitutionnelles de 1875, la loi du 24 février 1875.

## Caractéristiques de la loi
Elle fait suite à la loi du 14 août 1884 qui a retiré à certains articles de la loi du 24 février 1875 leur caractère constitutionnel. Rendus ainsi à la loi ordinaire, ils peuvent être amendés ou abrogés par une simple loi. Ces articles concernent la composition du Sénat et du collège électoral qui élit les sénateurs.
Cette loi a été votée à l'instigation de la majorité républicaine qui souhaite rendre le Sénat plus démocratique et républicain. La chambre haute du parlement a en effet été obtenue par les monarchistes, lors du compromis constitutionnel de 1875, et conçue comme une assemblée conservatrice, qui doit résister contre la Chambre des députés.
La première mesure réformant le Sénat porte sur les sénateurs à vie. L'article 1er du texte porte en effet :

« Le Sénat se compose de trois cents membres élus par les départements et les colonies. »

En lieu et place des 225 élus et des 75 à vie, il n'y a plus maintenant que 300 sénateurs, tous élus. Les inamovibles ne sont toutefois pas déchus de leur fonction (article 1er), ils demeurent en place et ne sont remplacés qu'après leur mort.
Les 75 sièges qui sont ainsi progressivement libérés sont attribués (article 2) aux départements les plus peuplés :

« Dans les départements où le nombre des sénateurs est augmenté par la présente loi, l'augmentation s'effectuera à mesure des vacances qui se produiront parmi les sénateurs inamovibles.

À cet effet, il sera, dans la huitaine de la vacance, procédé en séance publique à un tirage au sort pour déterminer le département qui sera appelé à élire un sénateur. Cette élection aura lieu dans le délai de trois mois à partir du tirage au sort ; toutefois si la vacance survient dans les six mois qui précèdent le renouvellement triennal, il n'y sera pourvu qu'au moment de ce renouvellement.

Le mandat ainsi conféré expirera en même temps que celui des autres sénateurs appartenant au même département. »

— Article 3.
L'article 3 dispose ainsi qu'à chaque vacance d'un siège inamovible, un tirage au sort détermine quel département reçoit le nouveau siège, parmi les départements qui voient leur nombre de sénateurs modifié.

## Collège électoral
Le collège électoral est modifié profondément. Les lois constitutionnelles de 1875 avaient en effet attribué à chaque commune de France l'élection d'un seul délégué par conseil municipal envoyé au collège électoral, disposition qui met sur le même plan les plus grandes villes du pays et les plus petits villages — dans le but avoué de favoriser le monde rural, censé être plus conservateur que les villes.
L'article 6 du texte de 1884 établit une relation entre le nombre de conseillers municipaux et le nombre de délégués municipaux dans le collège électoral pour les élections sénatoriales.
La nouvelle attribution des délégués municipaux favorise cette fois les villes moyennes, puisque deux villes de plus de 10 000 habitants ont autant de poids électoral qu'une ville de plus de 60 000 habitants.
L'article 9 enfin modifie plusieurs articles de la loi organique du 2 août 1875 concernant l'organisation pratique des élections sénatoriales.